# فيلاكوفو
فيلاكوفو (بالإنجليزية: Fiľakovo)‏ هي بلدة و municipality of Slovakia تقع في سلوفاكيا في منطقة لوتشينيتس.[بحاجة لمصدر] يقدر عدد سكانها بـ 10,362 نسمة .

## معرض صور

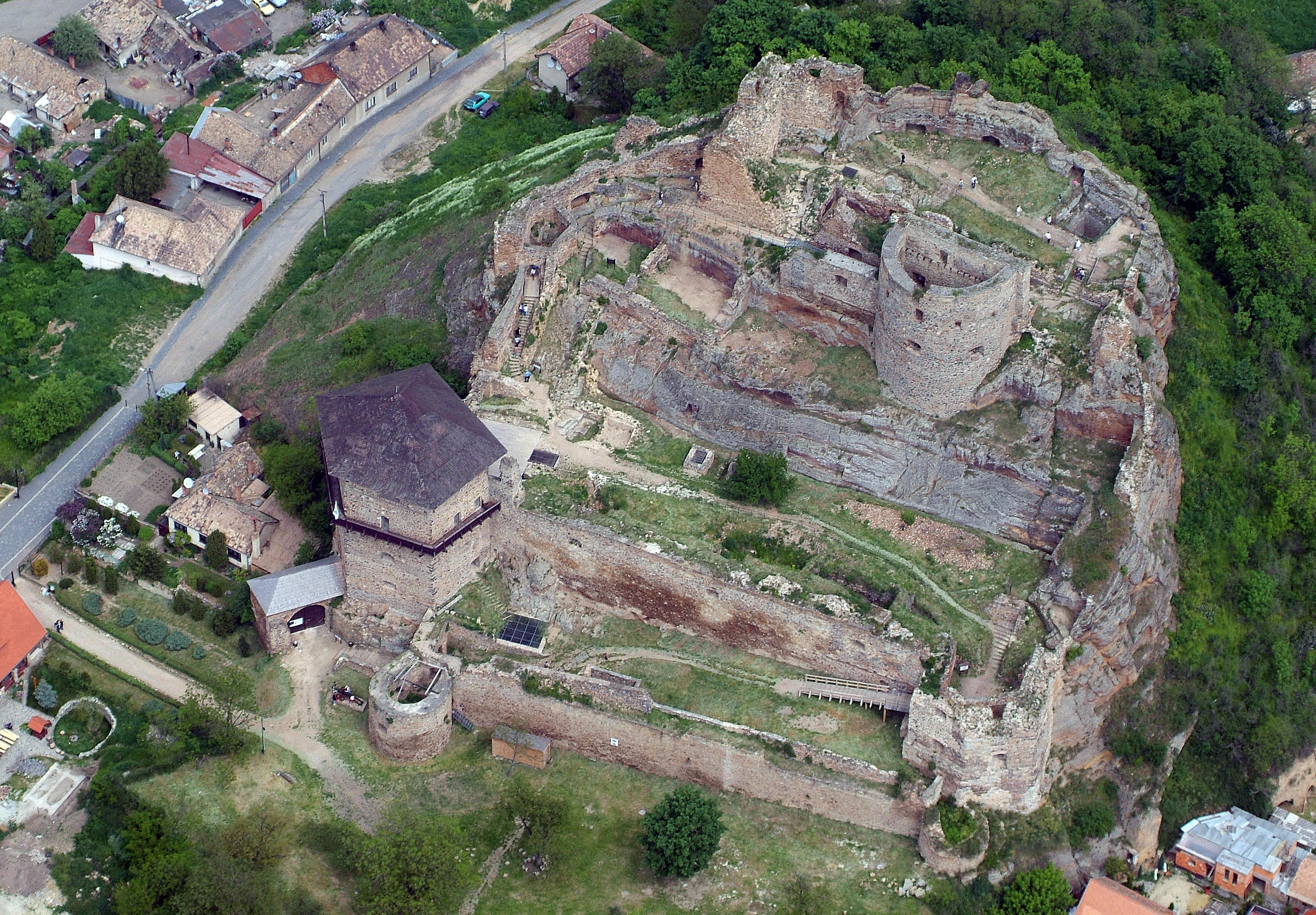
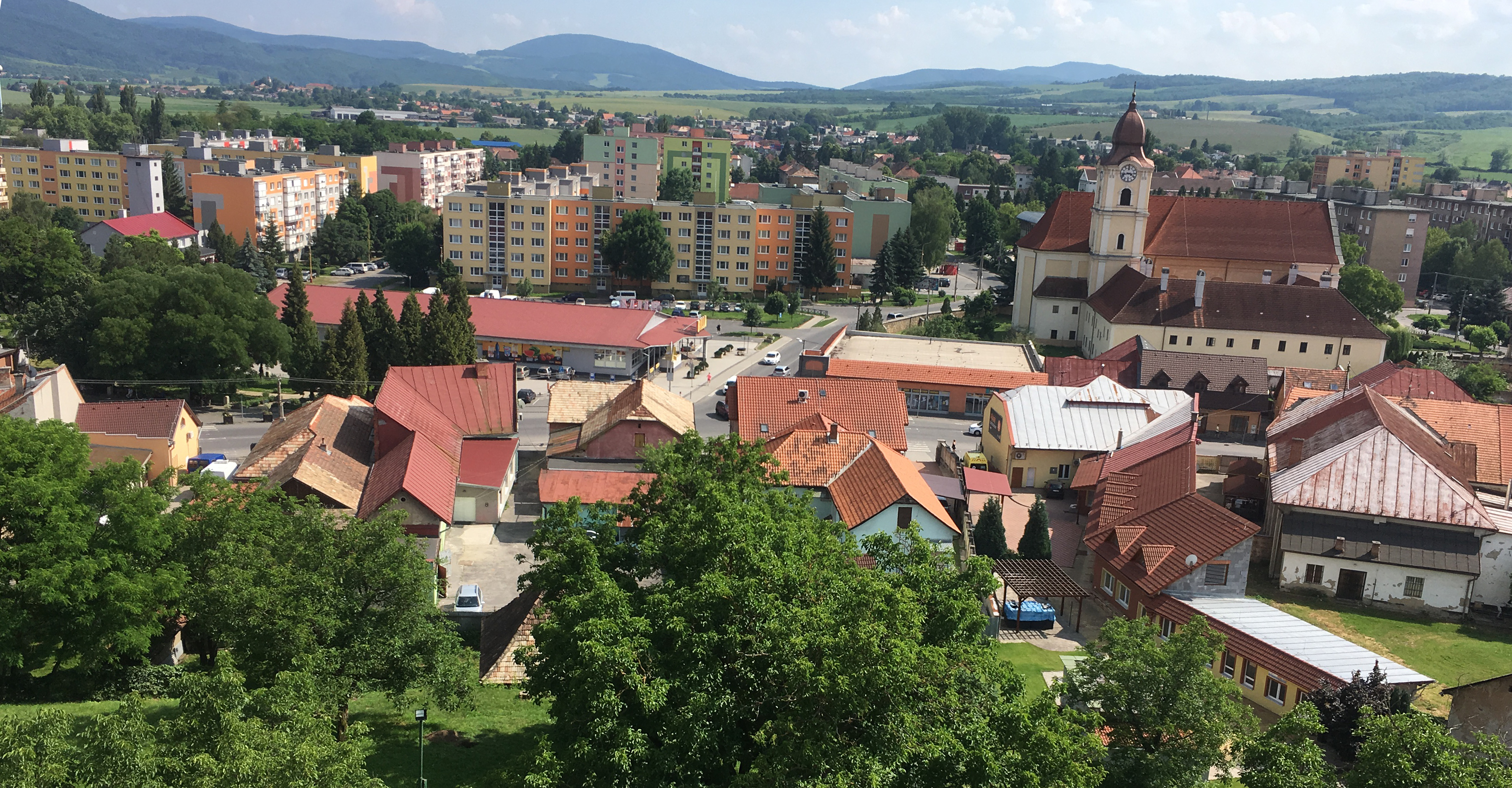
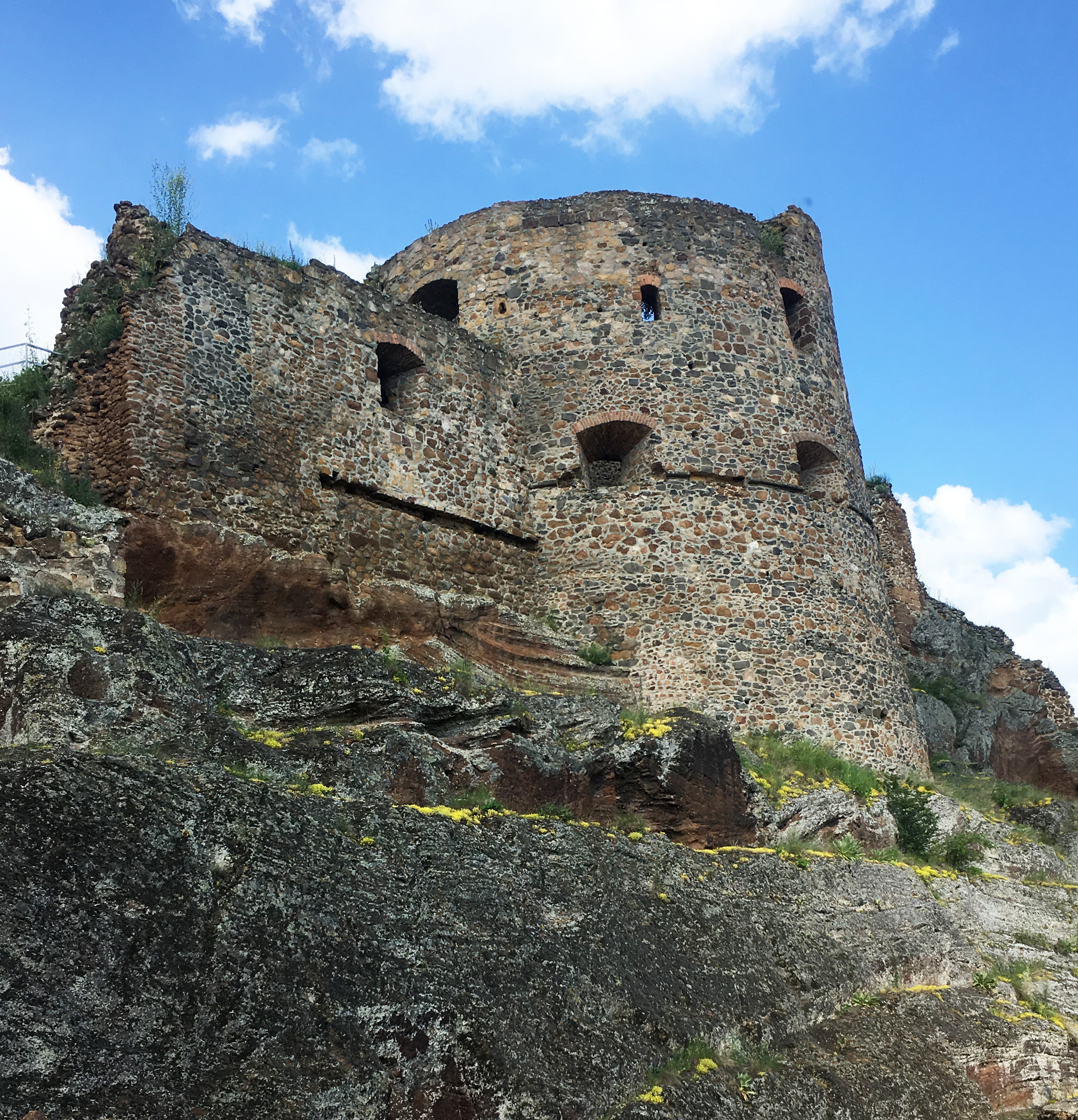
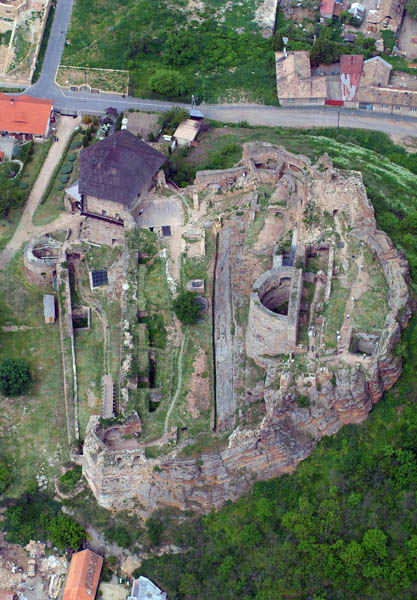